# Максиміліан Марія Кольбе

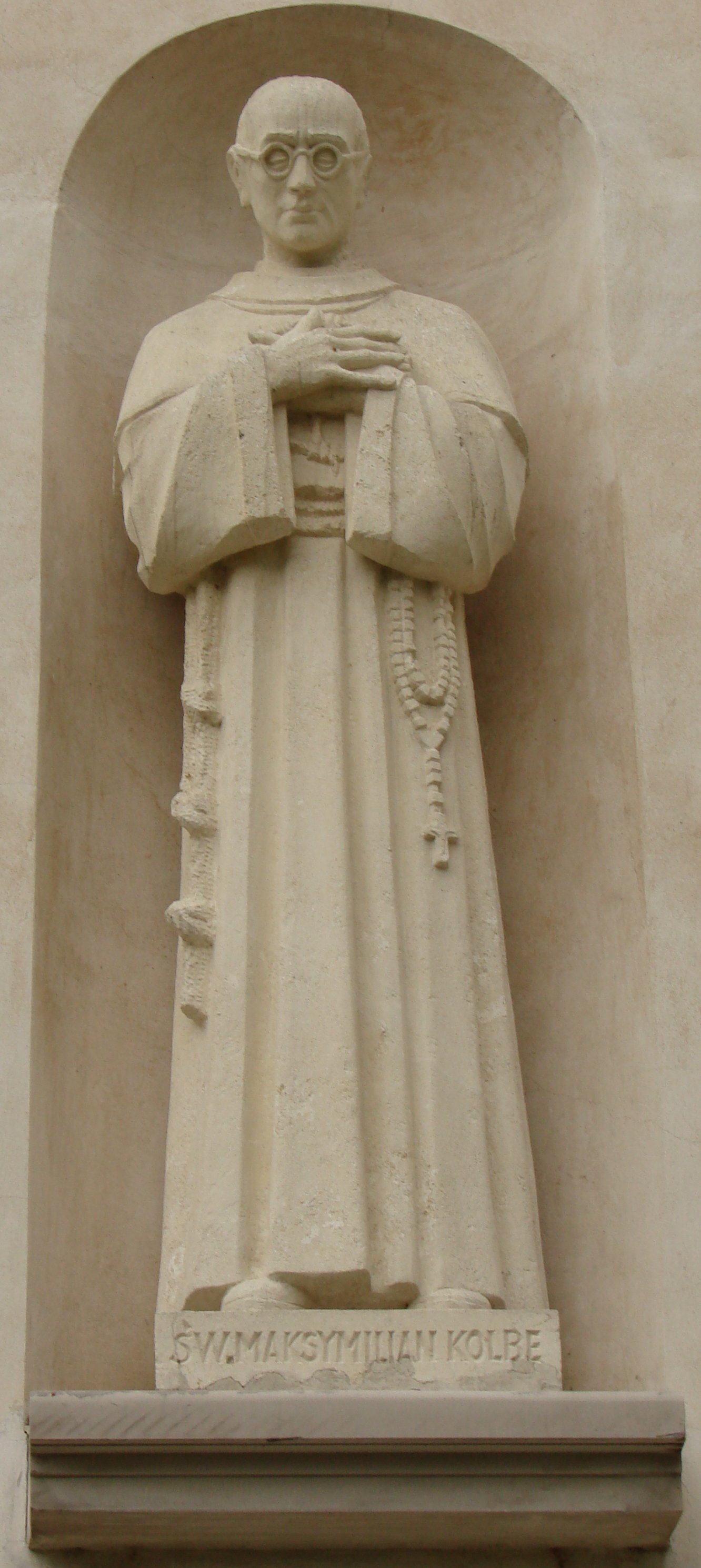
Скульптура Максиміліана Кольбе на будівлі костьолу в Мушині

Максиміліан Марія Кольбе (8 січня 1894, Здунська Воля, Польща — 14 серпня 1941, Аушвіц, Польща) — польський святий францисканець новітнього періоду, загинув в Аушвіці, віддавши своє життя за одного з в'язнів.
Святий Максиміліан Кольбе народився в Здунській Волі біля Лодзі (Польща) в 1894 році. Вступив до Францисканського ордену й у 1918 році був висвячений на пресвітера. Незважаючи на особисту любов до крайньої вбогості, в апостольській праці використовував найсучасніші засоби. Ревно поширював пошану до Непорочної Марії.
Захоплення фізикою і математикою вилилося в креслення різних новаторських конструкцій і навіть нових видів літаків. А образ, побачений у Римі під час демонстрації масонів (Люцифер попирає св. Архангела Михаїла), спрацював інакше: адже в Біблії написано, що насіння жінки стопче голову змія (Бут. 3:15 — мова йде про Єву і її нащадка Месію Ісуса Христа, який знищить сатану)! Отже, для спасіння світу і навернення невіруючих потрібне якесь християнське військо, лицарство, присвячене Марії, яке відвойовувало б у сатани людські душі. Отак був написаний устав Лицарства Непорочної — латиною Militia Immaculatae. Його початкові слова: «Прагнути навернути грішників, єретиків, схизматиків, юдеїв тощо і в першу чергу масонів» (підкреслено двічі). Один із викрутасів лукавого, як підмітив Честертон, — переконати людей, ніби його не існує. У ті часи ніхто з віруючих не сумнівався у потребі молитовної боротьби проти масонів і Лицарство Непорочної розвивалося стрімко.

## Освенцім
Після того, як Німеччина напала на Польщу, Непокалянув став притулком для тисяч біженців, у тому числі для 2000 євреїв, яких Кольбе ховав від нацистів. Під його керівництвом запрацювала нелегальна радіостанція, у передачах якої викривалися звірства німецьких окупантів.
17 лютого 1941 р. Максиміліан Кольбе був заарештований гестапо і ув'язнений у варшавську в'язницю Павяк. 25 травня того ж року його перевели в Аушвіц. Він отримав номер 16670. Есесівці постійно били його кованими чобітьми, примушували біго́м носити непідйомні вантажі (це при тому, що він був калікою, хворим на туберкульоз, у нього була тільки одна легеня), але він не тільки зберігав силу духу, але й іншим допомагав, як міг. Навіть у таких нелюдських умовах о. Максиміліан продовжував свою пастирську діяльність — втішав, хрестив, сповідав, пошепки здійснював богослужіння. Він сам попросив відвести йому місце в найбруднішому місці барака — біля дверей, де стояв туалет, щоб завжди мати можливість благословляти померлих в'язнів, яких виносили.
У липні 1941 року з блоку № 14, в якому жив отець Максиміліан, зник ув'язнений. Утікача знайти не вдалося (пізніше з'ясувалося, що він потонув у вигрібній ямі). Тоді заступник коменданта табору оберштурмфюрер СС Карл Фріч відібрав 10 осіб, яким було призначено померти голодною смертю у блоці № 13, наводячи жах на весь табір. Це покарання Фріч призначив у повчання і на залякування ув'язненим, щоб більше ніхто не намагався тікати. Всіх мешканців барака поставили в стрій, залишили без вечері (її у них на очах вилили в канаву), а весь наступний день люди знову провели в строю під палючим сонцем. Увечері прийшов Фріч і почав відбирати 10 смертників. Один з відібраних ними людей, польський сержант Франтішек Гаєвнічек заплакав і сказав: «Невже я більше не побачу дружину і дітей? Що ж тепер з ними буде?» І тоді Кольбе вийшов зі строю і запропонував Фрічу своє життя в обмін на життя Гаєвнічека. Фріч прийняв його жертву.
Сидячи в смердючій камері й помираючи від голоду і зневоднення, о. Максиміліан продовжував підтримувати товаришів по нещастю. Вони проводили час у піснях і молитвах. Через три тижні Кольбе і троє інших смертників були ще живі. 14 серпня 1941 р., напередодні свята Успіння Пресвятої Богородиці, кат Аушвіца Бок отримав наказ негайно покінчити з в'язнями. Кольбе і його трьом товаришам була зроблена ін'єкція фенолу. Наступного дня тіло Максиміліана Кольбе піддали кремації, а прах розвіяли за вітром.

## Вшанування пам'яті
- Пам'ятник Максиміліану Марії Кольбе установлений у місті Хшанув.
- У 1983 році встановлено фігуру постаті св. Максиміліана Марія Кольбе в костелі Непорочного Зачаття Пресвятої Діви Марії в Катовицях.
- Святий Максиміліан — один з десяти святих мучеників XX століття, на честь яких у Вестмінстерському абатстві в Лондоні були споруджені статуї.

## Канонізація
У 1971 році Папа Римський Павло VI зарахував Максиміліана Марію Кольбе до лику блаженних. 10 жовтня 1982 р. Папа Іван Павло II у присутності Франтішека Гаєвнічека в урочистій обстановці під оплески 200 000 віруючих офіційно зарахував Максиміліана Кольбе до лику святих мучеників.
У літургійному календарі римо-католицької церкви 14 серпня є днем пам'яті святого Максиміліана Марії Кольбе.

## Цікаві факти
- Франтішек Гаєвнічек, за якого віддав своє життя о. Максиміліан, після закінчення війни повернувся до вцілілих родичів та прожив до глибокої старості, помер у 93-річному віці.